# Sorbus arachnoidea
Sorbus arachnoidea es una especie de planta del género Sorbus, perteneciente a la familia Rosaceae.

## Taxonomía
Sorbus arachnoidea fue descrita por Bernhard Adalbert Emil Koehne en 1912.

## Distribución
Se encuentra en el territorio del Himalaya oriental, Nepal y el Tíbet.